# Шанклоз
Шанклоз (фр. Champclause) насеље је и општина у централној Француској у региону Оверња, у департману Горња Лоара која припада префектури Пиј ан Веле.
По подацима из 2011. године у општини је живело 200 становника, а густина насељености је износила 8,98 становника/km². Општина се простире на површини од 22,27 km². Налази се на средњој надморској висини од 1119 метара (максималној 1.436 m, а минималној 1.108 m).

## Демографија
| 1962. | 1968. | 1975. | 1982. | 1990. | 1999. | 2011. |
| ----- | ----- | ----- | ----- | ----- | ----- | ----- |
| 367   | 446   | 373   | 274   | 243   | 229   | 200   |

График промене броја становника у току последњих година